# قوة الكوابيس
قوة الكوابيس : بعنوان فرعى صعود سياسات الخوف، سلسلة أفلام وثائقية من إنتاج قناة البى بى سى كتبها وأنتجها آدم كيرتز.
الفكرة الرئيسية في هذه السلسلة الوثائقية أنه خلال القرن العشرين، فقد السياسيون القوة لإلهام الجماهير، وفشلت رؤاهم التفاؤلية وأيديولوجياتهم.
يؤكد الفيلم على أن السياسيون بالتبعية بحثوا عن دور جديد لاستعادة السيطرة والقوة.
كيرتز والذي قام بدور الراوى هذه السلسلة الوثائقية، يعلن في المقدمة أن: «بدلا من تحقيق الأحلام، يعد السياسيون بحمايتنا من الكوابيس».
ولتوضيح ذلك قام كيرتز بمقارنة صعود المحافظين الجدد الأمريكيين والإسلاميين الأصولين، مؤمنا أن كلا الجانبين قريبى الصلة، وأن بعض الأفكار الشائعة عن كلتا المجموعتين غير دقيقة، وأن كلا الحركتين استفادتا من المبالغة في حجم الخطر الإرهابى.

## العرض
أذيعت لأول مرة على القناة الثانية لمحطة البى بى سى على ثلاثة أجزاء طول كل جزء ساعة في ثلاث أمسيات متالية ليوم الأربعاء في خريف عام 2004.
وأعيدت اذاعتها في أواخر يناير 2005 على ثلاث أمسيات متعاقبة، مع تحديث الجزء الأخير لتوضيح الأحكام القضائية لمجلس اللوردات والسارية المفعول من ديسمبر الفائت بأن احتجاز الأجانب المشتبه بكونهم إرهابيين بدون محاكمة فعل غير شرعى.
بالرغم من أن السلسلة لم تعرض على التلفاز الأمريكي، أجزائها الثلاثة عرضت متعاقبة في 25 فبراير 2005 كجزء من فعاليات مهرجان الحقيقة/الزيف في كولومبيا ميسوري بالولايات المتحدة الأمريكية. بعد العرض، قاد كيرتز مناقشة عامة عبر فيها عن تشاؤمه من إذاعة السلسلة على التلفاز الأمريكي أو حتى صدورها للبيع كأقراص دي في دي، ولكن بالرغم من ذلك عرضت السلسلة في بعض دور العرض المستقلة.
كيرتز قال أيضا: «شيء غير عادى حدث للتلفاز الأمريكي بعد أحداث 11 سبتمبر، مدير إحدى المحطات الكبرى وأستحسن عدم تسميته قال لى لا توجد وسيلة يمكنهم بها عرضها، هو قال: من أنت لتقول مثل هذا الكلام وأضاف سنذبح لو تم عرضها. عندما كنت في نيويورك أخذت دى في دى لمدير الأفلام الوثائقية بمحطة أتش بي أو وحتى الآن لم أسمع منه أي رد».
نسخة محررة بطول ساعتين ونصف تم عرضها ب مهرجان كان في مايو 2005، وقام باتيه بشراء حق التوزيع تمهيدا لعرض هذه النسخة في السينمات حول العالم.
قوة الكوابيس عرضت في كندا في أبريل 2005 على قناة سى بى سى أخبار العالم.
في 16 يوليو 2006 و17 يوليو 2006 أذيعت السلسلة كاملة بأجزائها الثلاثة على قناة سى بى سى أخبار العالم بكندا.
في أستراليا، السلسلة كان من المفترض عرضها على قناة اسى بى اس (خدمة البث الخاصة) بداية من 12 يوليو 2005، لكن تم إلغاء العرض.
وفي رد بالبريد الألكترونى حول سبب الإلغاء:
«إدارة ال اس بى اس اتخذت هذا الإجراء في ضوء الأحداث الأخيرة (7 يوليو 2005، تفجيرات لندن) ورأت أنه من غير المناسب بث السلسلة حاليا».
وتم إعادة جدولة عرضهم من جديد على نفس القناة ليكون ميعاد العرض 6 ديسمبر 2005.
الجزء الأول من السلسلة وزع كقرص هدية مع العدد الثاني يونيو 2006 مع مجلة الدي في دي الفصلية هولفين.
السلسة تم وضعها على الإنترنت مجانا وبصورة شرعية متاحة للمشاهدة والتنزيل، انظر الروابط بالأسفل.

## السلسلة الوثائقية
السلسلة الوثائقية تتكون من ثلاثة أجزاء.

### الجزء الأول: طفلتى الجو بارد بالخارج
في الخمسينات من القرن العشرين، سيد قطب موظف مصري عمومى تحول للثورية، وليفى شتراوس البروفيسور الأمريكي اليهودى في الفلسلفة السياسية والهارب من الاضطهاد النازي، كان الإثنين في نفس الوقت بأمريكا.
جاء سيد قطب ليرى الحرية الغربية كشئ يأكل الأخلاق والمجتمع.
سيد قطب تم إرساله للولايات المتحدة ليتعرف على نظامها التعليمى العمومى ولكنه اشمأز بما رآه في المجتمع الأمريكي.
كلا منهم يحتج بأن المعايير الأصولية (في حالة شتراوس الخداع باستخدام كذبة أفلاطون النبيلة وفي حالة سيد قطب العنف) يمكن أن يبرر في محاولة لاسترجاع القيم الأخلاقية العامة للمجتمع.
وحجة كلا منهم أثرت بقوة على على المحافظين الجدد بالولايات المتحدة الأمريكية والإسلاميين الأصوليين على الترتيب.
موظفون عموميون كبار وسياسيون بأمريكا تأثروا بالمحافظون الجدد رأوا أن الشيوعية هي قوى الشر التي هي ضد قوى الخير ممثلة بالولايات المتحدة الأمريكية. هذة الدعاية تضمنت قيام كلا من دونالد رامسفيلد وديك تشيني بتكوين الفريق بى والذي بالغ في تقدير التقنيات العسكرية للسوفييت، قاد وليام كاسى تأكيدات السى آى ايه بأن منظمات إرهابية مختلفة كانت مدعمة من قبل الإتحاد السوفيتى.
المحللون الداخليون في السى آى ايه (والذين احتج عليهم الفريق بى)احتفظوا بأن معظم المجموعات الإرهابية مستقلة، بدرجة ما لأن الكتاب الذي وضع نظرية التحكم السوفيتى في الإرهاب بكافة أشكاله «الشبكة الارهابية-الحرب السرية للإرهاب الدولى»، كان ملئ بالأكاذيب التي أطلقتها ال سى آى ايه كدعاية سوداء.
في الفترة ذاتها سيد قطب أصبح مؤثرا في الإخوان المسلمين في مصر وتم سجنه بعد محاولة بعض أعضاء الجماعة اغتيال جمال عبد الناصر.
تم عرض هذا الجزء لأول مرة يوم الأربعاء 20 أكتوبر 2004، العنوان مأخوذ من الأغنية المشهورة التي سمعها سيد قطب في حفل راقص نظمته الكنيسة للشباب، والذي رآه كدليل على غياب الأخلاق في المجتمع الأمريكي.
شاهد أو قم بتنزيل هذا الجزء.

### الجزء الثاني- النصر الوهمى
في ثمانينات القرن العشرين، المجاهدين الإسلاميين وإدارة رونالد ريغان المتأثرة بالمحافظين الجدد تعاونوا بصورة مؤقتة لقتال العدو المشترك، الاتحاد السوفيتى ونظام حكم أفغانستان المدعوم من قبل السوفييت.
بالرغم من أن الاتحاد السوفيتى كان تقريبا على حافة السقوط، كلا الطرفين توصلوا لقناعة أن ماقاموا به في أفغانستان أدى لسقوط الاتحاد السوفيتى.
ومع ذلك، محاولات الإسلاميين لحث الجماهير على الثورة فشلت، وخسر المحافظون الجدد الحكم في أمريكا بذهاب الرئاسة لجورج دبليو بوش ومن بعده لبل كلنتون.
كلتا المجموعتين وبعد فشلهم في الحصول على تأثر سياسى دائم، قاموا بتحديد أهداف جديدة ليهاجموها
المحافظون الجدد رأوا أن يحولوا كلنتون إلى شيطان في رأى الجماهير، والإسلاميين الأصوليين قرروا أن من لم يقم بمساعدتهم هم أهداف شرعية لعنفهم.
أذيع لأول مرة في يوم الأربعاء 27 أكتوبر 2004.

### الجزء الثالث- الأخيلة في الكهف
بنهاية التسعينات من القرن العشرين قامت جماعة طالبان بإنشاء معسكرات تدريب عسكرية في أفغانستان للمقاتلين الإسلاميين، كان معظمهم مهتمين فقط بالقتال في أوطانهم، لكن أسامة بن لادن وأيمن الظواهري قائد جماعة الجهاد الإسلامي المصرية ومعتنق لأراء سيد قطب، دفعوا جماعة الطالبان لتسمح لهم بتوظيف متطوعين لتنفيذ هجمات ضد الولايات المتحدة من تلك المعسكرات.
الإدعاء في تفجيرات السفارة الأمريكية عام 1998 كان على ثقة بإن بن لادن هو المنظم لهذه التفجيرات وأرادوا إدانته غيابيا بإظهاره أنه قاد هذه المنظمة الإجرامية.
جمال الفضل، زميل سابق لأسامة بن لادن، وصف بصورة ملائمة هذه المنظمة للمحققين، والتي أطلق عليها المحققون اسم القاعدة، في حين أن بن لادن ساعد على حدوث الهجمات، لم يكن لديه منظمة من خلالها يستطيع أن يأمر أو يتحكم بالمنفذين. الفضل يبدو أنه أخبر المحققين بما يريدون سماعه للحصول على المال أو الحماية كشاهد، بالمثل بينما بن لادن وفر الأموال والمتطوعين لتنفيذ هجمات الحادى عشر من سبتمبر، كان تم التخطيط لهم من قبل خالد شيخ محمد.
بعد هذا الهجوم، استطاع المحافظون الجدد اقناع جورج دبليو بوش بالبدء في الحرب على الإرهاب وتصوير القاعدة على أنها الشبكة الدولية للإرهابيين. الحرب في أفغانستان أزالت المصدر الرئيسى لابن لادن لتوظيف المقاتلين، لكن الجيش الأمريكي وقوات التحالف الشمالى أيضا قام باعتقال وقتل كثير من الناس في معسكرات طالبان والتي لم تكن لديها به أي صلات، وتم تداول القصة بأن بن لادن والعناصر الرئيسية بالقاعدة تراجعت لمخبئ معقد تحت الأرض منشئ في تورا بورا، لكن بحث طويل لم يظهر أي إشارة لهذا الأمر.
لم يستطيعوا العثور على القاعدة لأنها لم تكن موجودة أصلا، الإسلاميين الإرهابيين متصلين فقط عن طريق الأيديولوجيات وليس عن طريق منظمة يمكن استئصالها من جذورها. عمليات القبض على مجموعات مختلفة مشتبه بقيامهم بنشاط إرهابى في الولايات المتحدة بعد هجمات الحادى عشر من سبتمبر، فشلت في إيجاد أي دليل مادى، ولكنها أظهرت جانب التخيل لدى المحققين، معظم من تم القبض عليهم في أفغانستان تم تسليمهم للقوات الأمريكية عن طريق قوات التحالف الشمالى، والذين ادعو أن المقبوض عليهم هم أعضاء بالقاعدة.
لم يكن لدى القوات الأمريكية أي شيء كدليل سوى كلمة قوات التحالف الشمالى التي ربطت هؤلاء المساجين بتنظيم القاعدة، بالإضافة لذلك، تم تشجيع قوات التحالف الشمالى على الكذب بشأن صلة أي أسير بالمنظمات الإرهابية عن طريق إعطائهم جوائز مالية لكل إرهابى يتم تسليمه للولايات المتحدة. وبإمكانهم فعل نفس الشئ افتراضيا مع أي شخص بتسليمه للأمريكان وإطلاق لقب إرهابى عليه. بالرغم من هذا، ادعاءات التحالف الشمالى بشأن الأسرى تم الأخذ بها وسجن الأسرى للأبد في أماكن كمعتقل غوانتنامو. بالمثل في المملكة المتحدة الاعتقالات تحت قوانين مكافحة الإرهاب الجديدة أدت فقط لاتهامات لثلاثة إسلاميين فقط، كلهم متعلقين بنشاط جمع الأموال. معظم التغطية الإعلامية للهجمات الإرهابية المحتمل حدوثها تتسم بالإثارة والإغراق في التأمل، على سبيل المثال هجوم إرهابى باستخدام سلاح ذو طبيعة إشعاعية، تصفه الوسائل الإعلامية بأنه قنبلة قذرة، لن يقتل أكثر من سقوط قنبلة نووية، لأن المادة الإشعاعية ستنتشر بخفة بواسطة الانفجار.
على الرغم من هذا وجد المحافظون الجدد أنهم يمكنهم استخدام التهديد الإرهابى الإسلامي، وادعوا احتمالية تبنى العراق لهم. استخدموا هذه الفرضية كعدو خلفه تتوحد الولايات المتحدة الأمريكية. ولسياسين آخرين كتوني بلير لإدعاء دور هام في حماية بلادهم من الهجمات.
السياسيون والوكالات المضادة للإرهاب قرروا أنهم يجب أن يكونوا متحفزين بتخيل أسوأ الهجمات المحتملة وإيقاف كل من يبدو أنه سيشارك بالهجمات.
تم إذاعته لأول مرة يوم الأربعاء 3 نوفمبر 2004. العنوان يشير إلى قصة أفلاطون الرمزية عن الكهف وللمخابئ المعقدة المبنية في كهوف تورا بورا.

## إشادات
قوة الكوابيس، فيلم 3 ساعات من إنتاج البى بى سى وإخراج آدم كيرتز، كحقيقة قابلة للنقاش هو أهم فيلم عن الحرب على الإرهاب من أحداث 11 سبتمبر. الفيلم ثقافى وتاريخي ومستفز بصورة أكبر من كل الأفلام المنافسة له بما فيها فهرنهايت 9/11
الأمة.

## النقد والردود
أكثر من هجوم شن على الفيلم ومؤلفه وقناة البى بى سى والمناقشات المعروضة بالفلم. كرتز لديه ردود لبعض النقد تجدونه في الرابط التالي.
ردا على بعض النقد.

### الفلم هو/أو يعرض نظرية مؤامرة
اقترح دافيد أرونوفيتش أن الفيلم عبارة عن نظرية مؤامرة؟
رد كيرتز: «استخدام الخوف في السياسات المعاصرة ليس نتيجة التآمر، السياسيون تعثروا فيها، في الدفاع عن حقوق الجماهير وعصر الاستهلاكية، حيث اكتشفوا أن سلطتهم وشرعيتهم قد تآكلت بشكل دراماتيكي، اكتشفوا أن الحرب على الإرهاب هي وسيلة بسيطة لاستعادة السلطة ومنحنا وعودا بحمايتنا».

### الفيلم تجاهل تحليل تأثير الاهتمامات الاقتصادية
نقد كالموجود بموقع مديا لنس، والذي يؤمن بأن الحكومة الأمريكية مفصلة بدرجة كبيرة باهتمامات تجارية قادرة، أشار هذا النقد إلى أن كيرتز لم يشر إلى هذه المسألة في الفيلم.
كيرتز من جانبه تقبل هذا النقد واعتبره «جاد وهام، لكن كلا من المحافظين الجدد والإسلاميين أصبحوا قادرين ومؤثرين وأنا اخترت أن أصنع سلسلة أفلام تشرح جذور توجهاتهم وكيف أخذت وبسطت وشوهت، أنت تريدنى أن أصنع سلسلة مختلفة حول موضوع جيد جدا ومهم جدا ولكن مختلف».

### تشويه صورة المحافظين الجدد
كليف دافيز في «قوة التلفزيون السيء» في ناشيونال رفيو ادعى أن خصائص آراء المحافظين الجدد الموجودة بالفيلم غير دقيقة، وأيضا اقترح أن الدرجة التي تأثر بها المحافظون الجدد بليو شتراوس مبالغ فيها بصورة كبيرة، وزيادة على ذلك يرى بأن الفيلم يقترح الآتى:
«انه شتراوس الشرير العبقرى الحقيقى وليس أسامة بن لادن».

## الفيديوهات
- خداع الإرهاب والسياسة الجزء 1
- خداع الإرهاب والسياسة الجزء 2
- خداع الإرهاب والسياسة الجزء 3

## أمور جانبية
- يحتوى على لقطات للرئيس رونالد ريغان وهو يهدى رحلة سفينة الفضاء كولومبيا للإسلاميين المقاتلين من أجل الحرية في أفغانستان والذين سيصبحوا فيما بعد من مؤسسى القاعدة، اللقطة موجودة بالجزء الثاني قرب البداية.

### مفاهيم نوقشت
- الجاهلية

## روابط خارجية
- قوة الكوابيس على موقع IMDb (الإنجليزية)
- قوة الكوابيس على موقع ميتاكريتيك (الإنجليزية)
- قوة الكوابيس على موقع روتن توميتوز (الإنجليزية)
- قوة الكوابيس على موقع نتفليكس (الإنجليزية)
- قوة الكوابيس على موقع ألو سيني (الفرنسية)
- قوة الكوابيس على موقع Turner Classic Movies (الإنجليزية)
- قوة الكوابيس على موقع فيلمافينيتي (الإسبانية)
- قوة الكوابيس على موقع ليتربوكسد (الإنجليزية)
- قوة الكوابيس على موقع كينوبويسك (الروسية)
- قوة الكوابيس على موقع قاعدة بيانات الفيلم (الإنجليزية)

### روابط عن الفيلم
- شبكة الفيلم الوثائقى: نسخة عالية الجودة من قوة الكوابيس على الشبكة.
- موقع الفيلم على موسوعة أفلام الإنترنت.
- لتنزيل نسخة دى في دى من أرشيف الإنترنت.
- شاهدها على جوجل فديو.
- مواضيع قوة الكوابيس ملخصة.
- عيون وآذان (قوة الكوابيس)بقلم جهاد الخازن من موقع دار الحياة.
- مقالة مترجمة في موقع إسلام ديلى حول الفلم وهي نفس المقالة الموجودة في قسم إشادات.
- مقالة في موقع الجزيرة عن الفيلم الوثائقى.
- الجزء الأول والثالث باللغة العربية بعنوان سلطان الخوف من إنتاج الجزيرة على جوجل فديو.